# Collège doctoral de sciences et techniques de Hokuriku
Le Collège doctoral de sciences et techniques de Hokuriku (北陸先端科学技術大学院大学, hokuriku sentan kagaku gijutsu daigakuin daigaku, couramment appelé en anglais Japan Advanced Institute of Science And Technology, ou JAIST) est une université nationale japonaise, située à Nomi dans la préfecture d'Ishikawa.

## Composantes
L'université est structurée en facultés de cycles supérieurs (研究科, kenkyūka), qui ont la charge des étudiants de 2e et 3e cycle universitaire. L'université ne dispose pas de formation pour les 1er cycles universitaire, mais dispose de plusieurs laboratoires de recherches pour des formations post-doctorales.

### Facultés de cycles supérieur
L'université compte 3 facultés de cycles supérieurs (研究科, kenkyūka).
- Faculté des sciences du savoir
- Faculté des sciences de l'information
- Faculté des sciences des matériaux